# Henryk Majkrzak
Henryk Majkrzak SCJ (ur. w 1955) – polski prezbiter rzymskokatolicki, sercanin, doktor habilitowany nauk teologicznych, wykładowca filozofii w Wyższym Seminarium Misyjnym Księży Sercanów w Stadnikach, pisarz i duszpasterz. Kierownik Sekcji filozoficznej Polskiego Towarzystwa Teologicznego.

## Życiorys
Pochodzi z Czerńca w parafii Łącko. Ukończył Wyższe Seminarium Misyjne Księży Sercanów w Stadnikach koło Gdowa. 16 czerwca 1986 przyjął święcenia kapłańskie. Po święceniach podjął studia na Wydziale Filozoficznym Papieskiego Uniwersytetu św. Tomasza z Akwinu (Angelicum). Doktorat obronił na podstawie pracy pt. La dignitaŕ dell’uomo nel pensiero di san Tommaso d’Aquino (Godność człowieka w myśli św. Tomasza z Akwinu). W 1991 wrócił do kraju. Pracuje w seminarium sercanów. W latach 1992–2000 prowadził wykłady na Papieskiej Akademii Teologicznej, a w 1999 obronił tam drugi doktorat na podstawie pracy Rola przyjaźni w życiu duchowym św. Augustyna. W 2010 habilitował się na Uniwersytecie Opolskim na podstawie rozprawy Antropologia integralna w Sumie teologicznej św. Tomasza z Akwinu.

## Wybrane publikacje
Jest autorem 15 książek i ponad 60 artykułów naukowych. Najważniejsze z nich to:
- Godność i niegodność człowieka Wyd. Spes (2011) ISBN 978-83-61189-35-0
- Katalog cnót i wad Wyd. Dehon (2010) ISBN 978-83-7519-104-2
- Antropologia integralna w „Sumie teologicznej” św. Tomasza z Akwinu Wyd. Spes (2011) ISBN 978-83-88468-91-9
- Watykan. Wszystko co chcielibyście wiedzieć Wyd. Spes (2011) ISBN 978-83-61189-40-4
- Doktor doktorów. Święty Tomasz z Akwinu Wyd. Antyk Marek Derewiecki (2012) ISBN 978-83-61199-24-3